# Ganggrab Annisse 1
Das Ganggrab Annisse 1 (dänisch Annisse Jættestue 1) ist eine megalithische Grabanlage der jungsteinzeitlichen Nordgruppe der Trichterbecherkultur im Kirchspiel Annisse in der dänischen Kommune Gribskov.

## Lage
Das Grab liegt am südwestlichen Ortsrand von Annisse Nord auf einer Wiese. In der näheren Umgebung gibt bzw. gab es mehrere weitere megalithische Grabanlagen. 380 m südlich befindet sich das Ganggrab Annisse 2. Weitere 80 m südwestlich liegt ein bislang nicht untersuchter künstlicher Hügel unbekannter Zeitstellung. Etwa 700 m nördlich befand sich das zerstörte Ganggrab Bjørnehøj. 2,7 km südsüdöstlich liegt das Ganggrab Nejede Versterskov.

## Beschreibung
Die Anlage besitzt eine runde Hügelschüttung mit einem Durchmesser von etwa 9 m und einer erhaltenen Höhe von 2 m. Hierin befindet sich eine nord-südlich orientierte Grabkammer mit ovalem Grundriss. Sie ist als Ganggrab anzusprechen und hat eine Länge von etwa 5 m und eine Breite von etwa 2 m. Es sind acht Wandsteine der Kammer erkennbar, von denen sich drei oder vier nicht mehr an ihrer ursprünglichen Position befinden. Sämtliche Decksteine fehlen. An der Mitte der östlichen Langseite befindet sich der Zugang zur Kammer.